# Бродхерст Парк
«Бродхерст Парк» (англ. Broadhurst Park) — стадион футбольного клуба «Юнайтед оф Манчестер». Стадион находится в Мостоне – районе на северо-востоке Манчестера.
Арена вмещает 4,400 зрителей (большинство из них стоячие, сидячих мест около 700).

## Первая заявка - Ньютон Хит
Со дня основания «Юнайтед оф Манчестер» арендовал «Гигг Лейн» – стадион в пригороде Манчестера Бери. Но болельщики клуба вынашивали планы построить собственный стадион в пределах города.
Изначально строительство планировалось в Ньютон Хит – районе Манчестера, где в 1878 году был основан «Манчестер Юнайтед». Клуб сотрудничал с городским советом Манчестера, планируя построить стадион на базе уже существующего центра отдыха и открытой площадки с искусственным газоном неподалеку от Тэн Эйкерс Лейн.
Но 4 марта 2011 года городской совет Манчестера неожиданно решил пересмотреть своё решение выделять землю в Ньютон Хит. Правда, правительство города пообещало выделить клубу новую территорию для строительства.

## Вторая заявка - Мостон
Городской совет сдержал своё обещание, 5 апреля 2011 года анонсировав, что, проанализировав три новых возможных места строительства, было принято решение о выделении земли в Мостоне, неподалеку от игровых полей имени Рональда Джонсона.
Рональд Джонсон (24 сентября 1889 – 29 мая 1917) – герой Первой мировой войны, был смертельно ранен 29 мая 1917 года во время подготовки к Мессинской операции. Поля были открыты 17 июня 1925 года в присутствии его матери.
Многие годы эта территория использовалась для проведения различных мероприятий, теннисных, крикетных и футбольных матчей. С 2007 года здесь играл молодёжный футбольный клуб Мостон Джуниорс, с которым был заключен договор о том, что по окончании строительства стадиона Мостон Джуниорс и дальше смогут арендовать территорию для своих матчей.

## Критика и поддержка
Не все жители Мостона положительно восприняли новость о строительстве стадиона. Некоторые манкунианцы боялись, что это приведет к проблемам с парковками, вырубке деревьев и удешевлением недвижимости. Они организовали кампанию против строительства стадиона.
С другой стороны, многие местные жители поддержали строительство, полагая, что спортивный комплекс принесёт пользу этому району города.
В городской совет Манчестера поступило 5,635 писем в поддержку и 2,226 против строительства. В конце концов, 27 октября 2011 года городской совет принял решение утвердить планы строительства нового стадиона «Юнайтед оф Манчестер».
В июле 2012 года «Юнайтед оф Манчестер» и городской совет Манчестера подписали соглашение об аренде, включающее 42 пункта, которые клуб должен выполнять. Одним из пунктов стало обязательство построить стадион до июля 2015 года. Также в соглашении сказано, что клубу не рекомендуется проводить домашние матчи в дни, когда «Манчестер Сити» играет дома на «Этихад Стэдиум», расположенном неподалеку, или если там проходит какое-то массовое мероприятие.
Некоторые жители Мостона не смирились и с этим решением, подав апелляцию, но вердикт судового пересмотра решения городского совета Манчестера, вынесенный 25 января 2013 года, был в пользу клуба и городского совета. Таким образом, «Юнайтед оф Манчестер» преодолел последнее препятствие на пути к началу строительства собственного стадиона.

## Финансирование
Стоимость строительства оценивается в 6,5 миллионов фунтов, которые поступят со следующих источников:
- 2,000,000 клуб собрал благодаря схеме Community Shares
- 550,000 поступит от городского совета Манчестера (утверждено в январе 2012 года)
- 500,000 кредит от городского совета Манчестера
- 918,000 – грант от Sport England
- 500,000 – грант от Football Foundation Community Facilities Fund
- 150,000 – грант от Football Foundation Football Stadia Improvement Fund
- 303,000 – государственный грант
- 90,000 - грант от Viridor Waste Management
- 1,000,000 - другие источники, включая Фонд Развития клуба

## Название

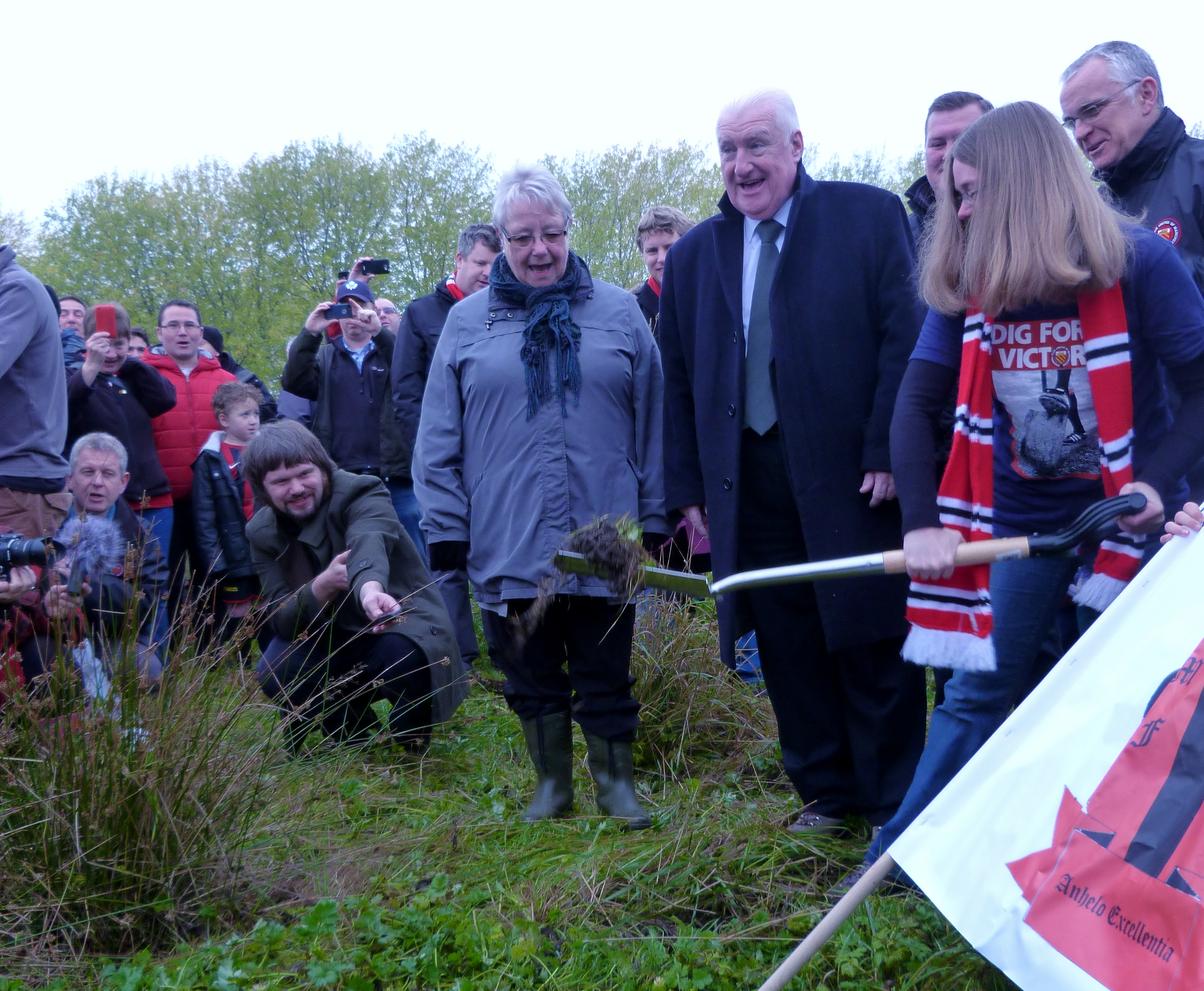
Церемония открытия строительства.

Во время подготовки к строительству использовалось рабочее название арены «Мостон Коммьюнити Стэдиум». 10 апреля 2014 года на собрании членов клуба правление «Юнайтед оф Манчестер» предложило болельщикам выбрать из семи названий:
- Broadhurst
- Broadhurst Park
- FCUM Hall
- Lightbowne Road
- Ronald Johnson Ground
- The Boardwalk
- United of Manchester Stadium

На следующий день, 11 апреля 2014 года, были объявлены результаты голосования: вариант «Бродхерст Парк» («Broadhurst Park») набрал более 50% голосов.

## Строительство и открытие

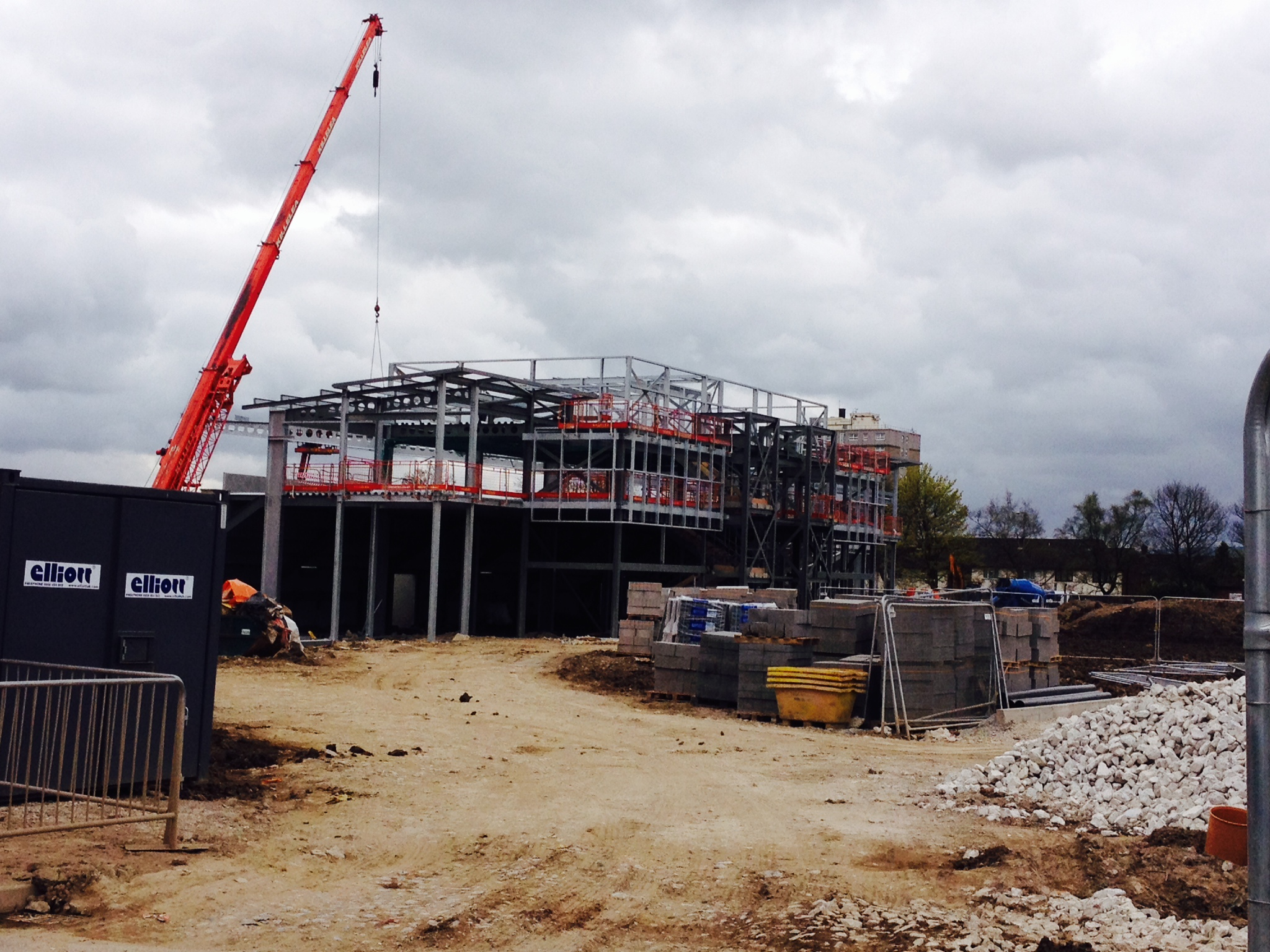
Строительство главной трибуны, апрель 2014.

Строительство стадиона начато в ноябре 2013 года.
В феврале 2014 года начато сооружение главной трибуны.
В апреле 2014 года установлена первая осветительная мачта.
В августе 2014 года на стадионе начали стелить газон.
Тестовое мероприятие состоялось 16 мая 2015 года. Матч основной команды против экс-игроков Юнайтед посетили больше 3,000 зрителей. Тестовое мероприятие было одним из условий сдачи стадиона в эксплуатацию.
Открытие состоялось 29 мая 2015 года товарищеским поединком Юнайтед против Бенфики. Португальцы победили со счетом 1-0. Открытие посетили 4,232 зрителя.
Первый официальный матч состоялся 11 августа 2015 года. Стокпорт Каунти переиграл Юнайтед оф Манчестер со счетом 2-1 в присутствии 3,199 зрителей. Первый официальный гол на новом стадионе забил полузащитник ФК Юнайтед Рори Фаллон.

## Трибуны и инфраструктура

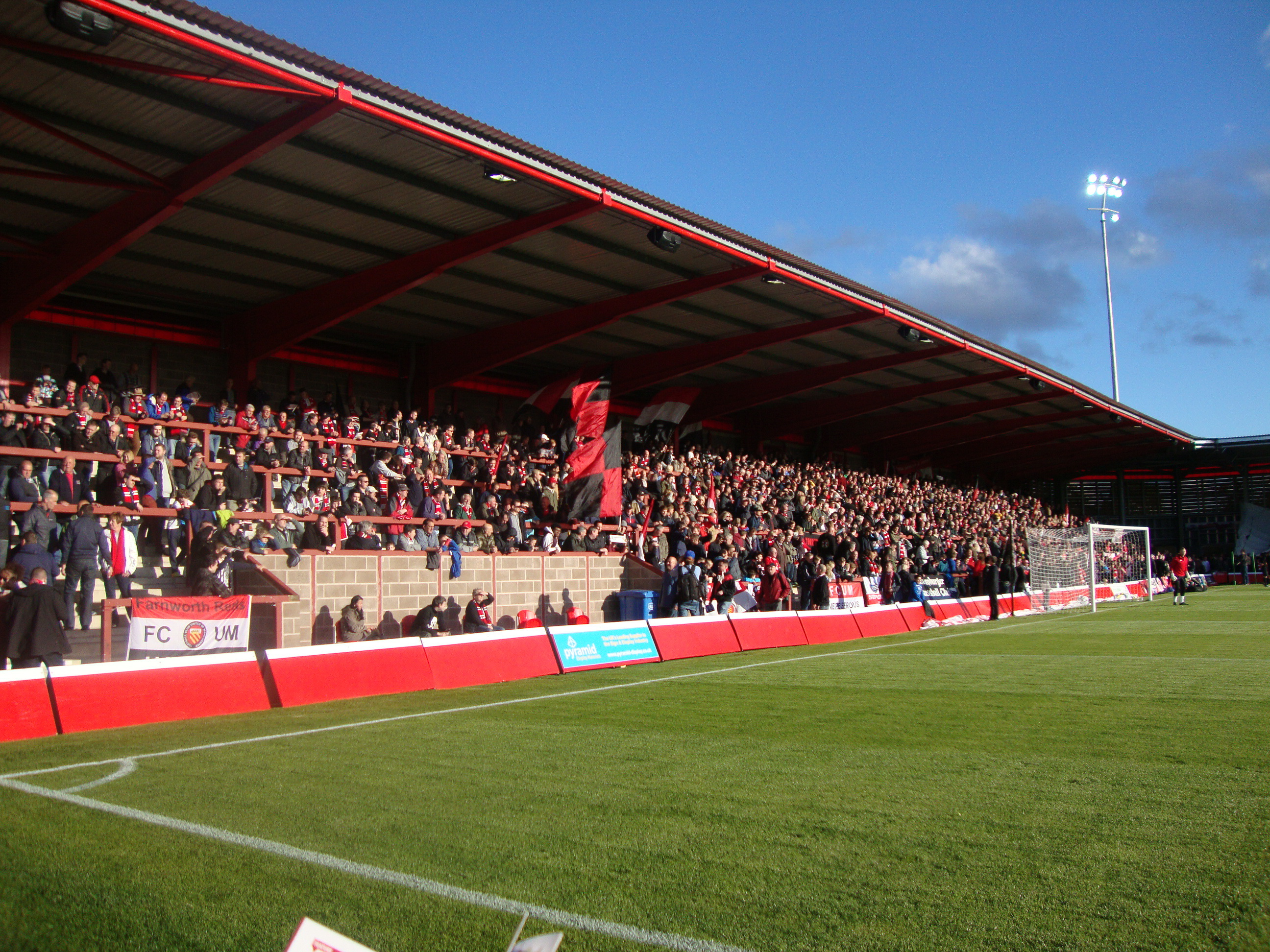
Сэнт-Мэри Роад Энд

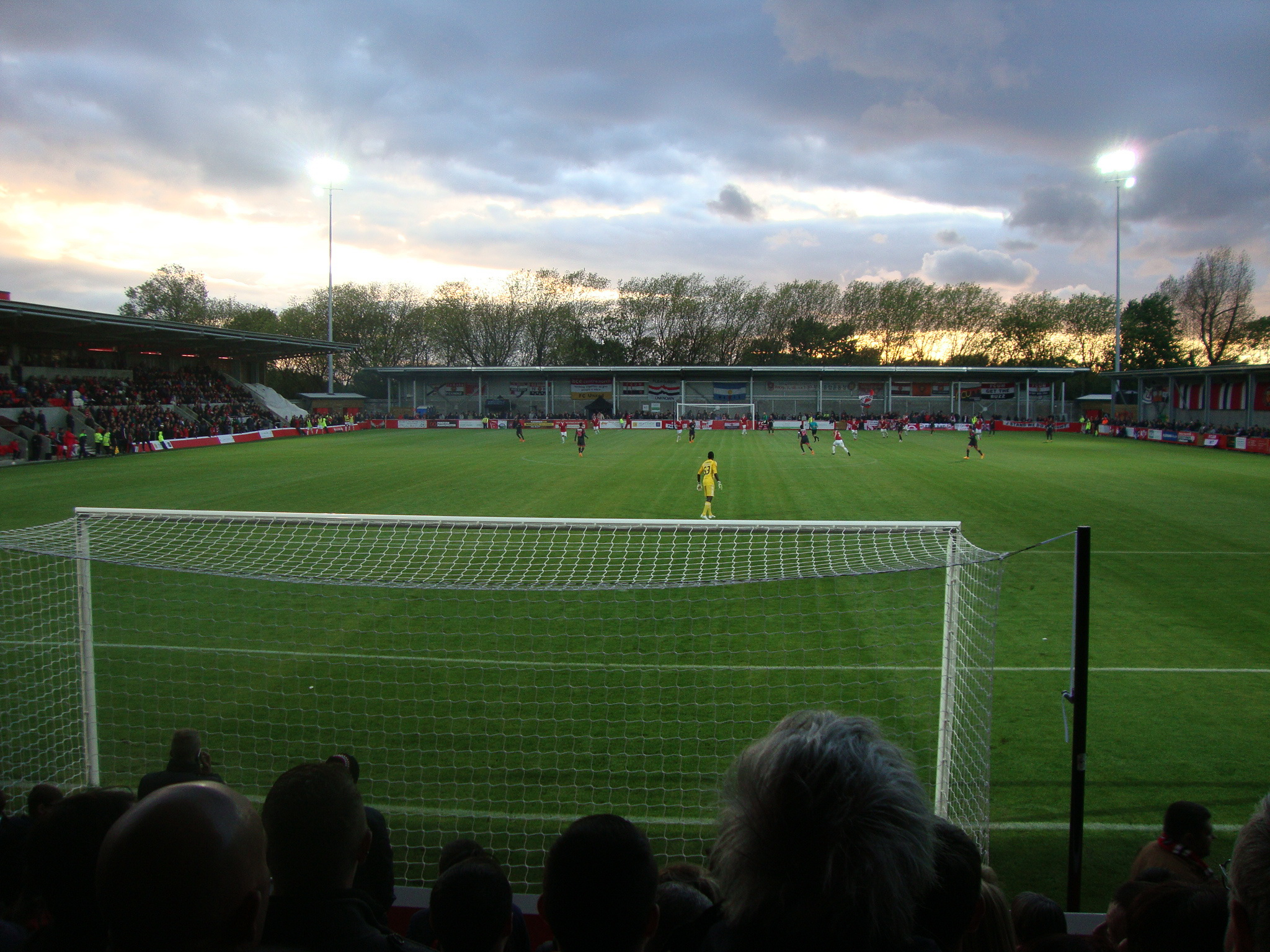
Вид с Сэнт-Мэри Роад Энд

Болельщики на Бродхерст Парк располагаются на четырёх трибунах: Мэйн Стенд, Норс Стэнд, Лайтбоун Роад Энд и Сэнт-Мэри Роад Энд. Последние две трибуны расположены за воротами.
Мэйн Стенд – центральная трибуна, и только на ней есть сидячие места. В подтрибунных помещениях расположен офис клуба, раздевалки, медицинский центр и бар. Часть этой трибуны осталась недостроенной (она законсервирована), в будущем эти сектора могут достроить, что позволит довести вместительность до заявленных вначале 5,000.
Сэнт-Мэри Роад Энд – самая вместительная и шумная трибуна стадиона. Здесь, за воротами, собирается основная масса фанатов. В подтрибунных помещениях расположен ещё один бар.
Норс Стэнд расположен напротив центральной трибуны, но вмещает лишь несколько сотен зрителей, все места стоячие. Здесь же установлена небольшая трибуна, откуда ведется съемка матча и радиотрансляция.
Лайтбоун Роад Энд – самая маленькая трибуна, расположенная за воротами, напротив Сэнт-Мэри Роад Энд. Вмещает несколько сотен фанатов, все места стоячие.
Благодаря сотрудничеству с местным оператором связи по всему стадиону доступен бесплатный Wi-Fi.
Рядом со стадионом располагаются парковки (в том числе велосипедные) и несколько тренировочных полей, на одном из которых постелен искусственный газон.
Стадион ЮМ расположен неподалеку от парка, в честь которого и назван.
Бродхерст Парк построен с возможностью расширения и увеличения вместительности.